# Ганс Вестмар
«Ганс Вестмар — один з багатьох» (нім. Hans Westmar. Einer von vielen. Ein deutsches Schicksal aus dem Jahre 1929) — чорно-білий пропагандистський художній фільм, знятий у Німеччині 1933 року, після приходу до влади нацистів у січні 1933 року. Фільм розповідає про роки боротьби нацистів за владу під час перебування в опозиції. У фільмі вгадуються події з життя відомого нацистського мученика Хорста Весселя.

## Сюжет
Фільм концентрується на конфлікті з комуністичною партією у Берліні кінця 1920-х років. У Берліні, куди приїхав Вестмар, комуністи, лідери яких включають стереотипного єврея Купрікова (Пауль Вегенер), популярні та проводять великий парад у Берліні зі співом Інтернаціоналу . Коли Вестмар дивиться на культурне життя Берліна, то жахається «інтернаціоналізму» і культурної розбещеності, яка включає джазову негритянську музику і єврейських співаків нічного клубу. Ця сцена супроводжується образами німецьких воїнів Першої світової війни та фотографіями німецьких цвинтарів.
Вестмар вирішує надати допомогу в організації місцевого відділення нацистської партії, і стає під час сюжету відповідальним за їхню перемогу на виборах. Комуністи організують його вбивство. Похорон Вестмара переростає у масові вуличні зіткнення між комуністами та нацистами, причому перевага виявляється на боці комуністів. Біля могили нацисти вимовляють клятву вірності.
У фільмі виконуються кілька мелодій Ернста Ханфштенгля, зокрема «Марш молоді». Після втечі Ханфштенгля з Німеччини мелодія використовувалася як Марш Гітлерюгенда, але без слів.